# Muszyna
Muszyna é um município da Polônia, na voivodia da Pequena Polônia e no condado de Nowy Sącz. Estende-se por uma área de 24,43 km², com 4 976 habitantes, segundo os censos de 2016, com uma densidade de 203,7 hab/km².